# Mario Cavaglieri
Mario Cavaglieri, né en 1887 à Rovigo, en Vénétie et mort en 1969 au lieu-dit de Peyloubère, à Pavie (Gers), est un peintre italien du XXe siècle.

## Biographie

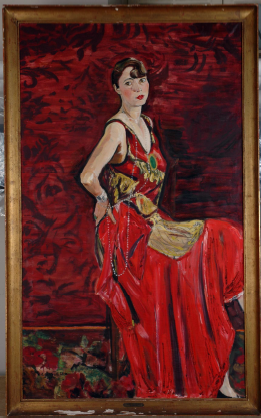
Peinture située dans le Musée des Amériques d'Auch.

Issu d'une famille aisée, Mario Cavaglieri entame des études de droit à l'université de Padoue. Il les abandonne cependant rapidement pour se tourner vers une carrière artistique. 
Développant une manière très personnelle, il est rapidement reconnu et commence à exposer ses œuvres à tout juste vingt ans. Il affirmera son style pendant ses « années brillantes », de 1913 à 1920, en se consacrant à la représentation de la société mondaine avec une peinture colorée et raffinée. Ses occupations se partagent, à l'époque, entre expositions et mondanités.

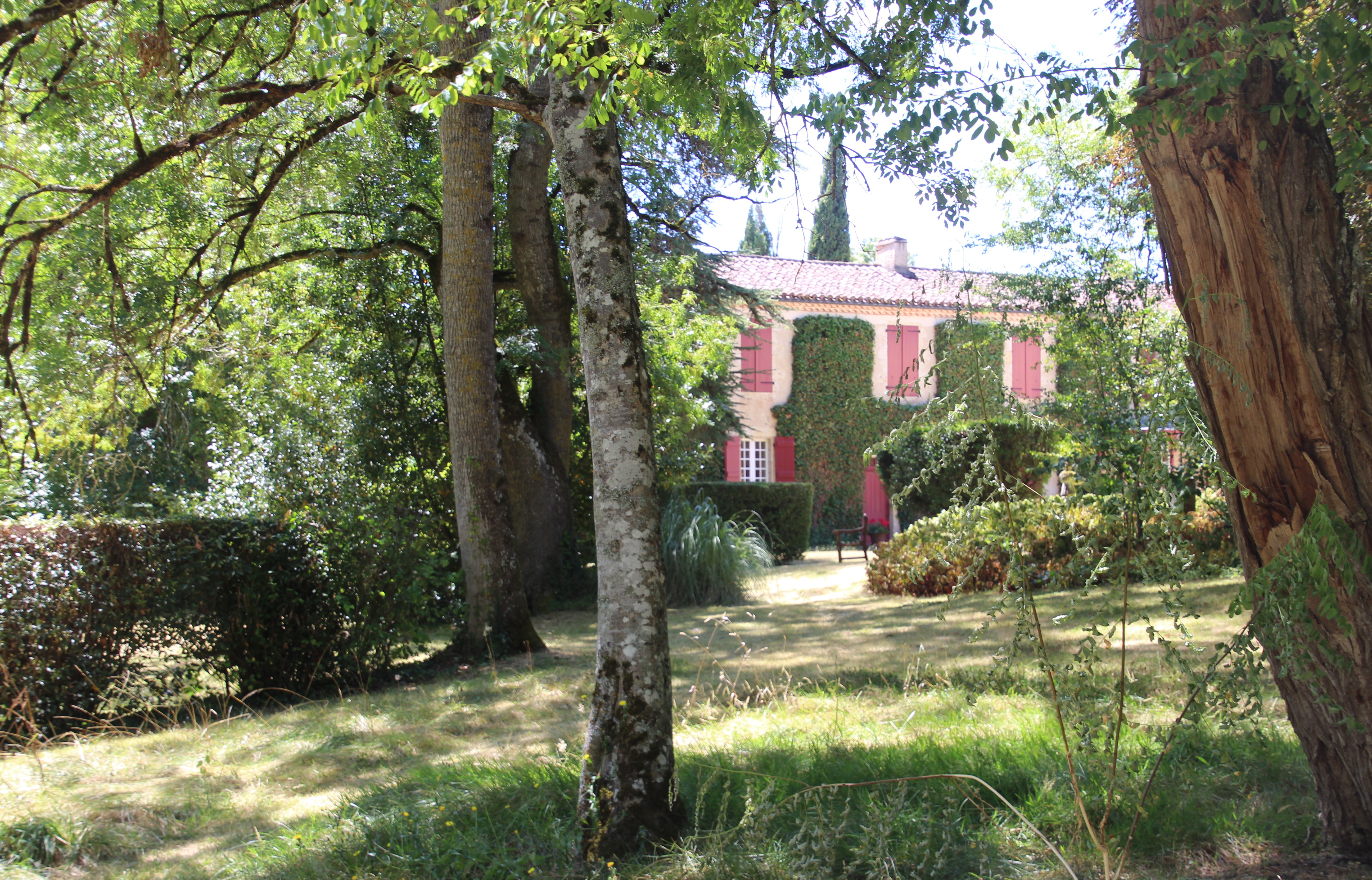
La maison de Peyloubère de Cavaglieri en 2020.

En 1925, il prend la décision de se retirer dans la campagne française et achète la maison de Peyloubère dans la ville de Pavie (Gers). Il s'y installera peu après et y vivra jusqu'à sa mort en 1969. Il y peint en toute liberté. Certaines pièces ont été entièrement décorées par Mario Cavaglieri. Le décor comporte surtout des scènes mythologiques très chatoyantes et tourbillonnantes, exaltant les nus féminins et les drapés. Sa demeure sera classée en 1996 par les Monuments Historiques.
Lorsque la guerre éclate, il décide de retourner en Italie, où il se croit plus en sécurité du fait de sa nationalité. Sa famille est au contraire déportée, l'obligeant à errer de ville en ville jusqu'à son retour en France en 1946. Sa vie mondaine ayant disparu des suites de la guerre, il se consacre entièrement à la peinture et y apporte une énergie nouvelle. Attiré par la vie culturelle parisienne, il alterne les séjours entre l'effervescence de la capitale et le calme de la campagne gersoise.
Sa première rétrospective est organisée au Musée des Augustins de Toulouse en 1974. En 2007, sa ville natale Rovigo organisa une grande rétrospective internationale au Palais Roverella.
De nombreuses œuvres de cet artiste sont conservées et exposées au Musée des Amériques d'Auch (Gers).